# Papyrus 13
Papyrus 13 (in der Nummerierung nach Gregory-Aland mit dem Sigel {\displaystyle {\mathfrak {P}}}13 bezeichnet, von Soden α 1034) ist eine frühe griechische Abschrift des Neuen Testaments. Es handelt sich um ein Papyrusmanuskript aus dem 3. Jahrhundert und wird bisweilen auf 225–250 n. Chr. datiert.
Papyrus {\displaystyle {\mathfrak {P}}}13 wurde von Bernard Pyne Grenfell und Arthur Surridge Hunt in Oxyrhynchus in Ägypten entdeckt und 1904 als P. Oxy. IV 657 veröffentlicht. Er wird im Ägyptischen Museum in Kairo unter der Signatur PSI 1292 und in der British Library in London unter der Signatur Pap 1532vo aufbewahrt.
Der erhaltene Text umfasst zwölf Spalten mit je 23 bis 27 Zeilen einer Schriftrolle. Er stammt aus dem Hebräerbrief, im Einzelnen sind es die Verse 2,14–5,5; 10,8–22; 10,29–11,13; 11,28–12,17. Die Seitennummern zeigen an, dass in der ursprünglichen Schriftrolle ein weiterer Text dem Hebräerbrief vorausging.
Der griechische Text des Kodex repräsentiert den Alexandrinischen Texttyp. Aland ordnete ihn in Kategorie I. Papyrus {\displaystyle {\mathfrak {P}}}13 stimmt eng mit dem Text von Codex Vaticanus überein. Es besteht auch eine 80%ige Übereinstimmung mit {\displaystyle {\mathfrak {P}}}46. Es handelt sich um das größte Papyrusmanuskript neben den Chester-Beatty-Papyri. 
{\displaystyle {\mathfrak {P}}}13 ist auf der Rückseite (verso) einer Schriftrolle geschrieben, die Vorderseite (recto) enthält die Geschichte Roms von Livius; diese Abschrift wird etwa auf 200 n. Chr. datiert.